# Guy (autoblindo)
Il Guy Armoured Car era un veicolo corazzato prodotto in un numero di esemplari limitato, in Gran Bretagna durante la seconda guerra mondiale.

## Storia
Nel 1938 la Guy Motors realizzò cinque prototipi del Guy Quad. Questi veicoli utilizzavano il telaio del trattore d'artiglieria Quad-Ant. Il veicolo completò con successo le prove in condizioni operative e nel biennio 1939-1940 fu prodotto in 101 esemplari con la designazione di Guy Wheeled Light Tank.
Il veicolo si caratterizzava per essere il primo veicolo corazzato britannico realizzato con lo scafo saldato e con piastre corazzate inclinate. Sopra la parte centrale era montata una torretta armata con due mitragliatrici Vickers o Besa. Il motore era posizionato nella parte posteriore del mezzo mentre l'impianto radio era del tipo N°19.
In seguito lo scafo di questo veicolo servì da base per la realizzazione, su diverso telaio, della autoblindo Humber Armoured Car.

## Impiego
Sei di questi veicoli furono inviati in Francia a seguito delle truppe del British Expeditionary Force. Quattro furono impiegati dalla guardia mobile della Famiglia Reale incorporate nel 12th Royal Lancers e due come mezzi di trasporto per personalità del governo. I restanti mezzi furono impiegati dalle unità olandesi, belghe, danesi e britanniche di stanza nel Regno Unito. A partire dal 1943 iniziarono ad essere sostituite con veicoli più moderni.

## Versioni
- Mk.I: Versione originale realizzata in 50 esemplari
  - Mk. IA: Versione armata con una mitragliatrice Besa da 15 mm e una mitragliatrice da 7,92 mm al posto delle Vickers. Prodotta in 51 esemplari